# Revolta de les Comunitats de Castella
La revolta de les Comunitats de Castella, també coneguda com a revolta dels Comuners, va ser un aixecament contra la Corona que va tenir lloc entre 1520 i 1521, protagonitzat per les ciutats de l'interior de la Corona de Castella al començament del regnat de Carles I.
La revolta va ser encapçalada per diverses ciutats de l'interior de Castella, especialment les de Toledo i Valladolid. El seu caràcter ha estat objecte d'agitat debat historiogràfic, amb postures i enfocaments contradictoris. Així, alguns estudiosos qualifiquen la Guerra de les Comunitats com una revolta antisenyorial; uns altres, com una de les primeres revolucions burgeses de l'Era Moderna; i una altra postura defensa que es va tractar més aviat d'un moviment antifiscal i particularista, d'índole medievalitzant o retrògrad.

## Situació prèvia
L'aixecament es va produir en una situació d'inestabilitat política a la corona de Castella, que s'arrossegava des de la mort d'Isabel la Catòlica (1504). L'octubre de 1517, el rei va arribar a Astúries, provinent de Flandes, on el 1516 s'havia autoproclamat rei de les seves possessions hispàniques. A les Corts de Valladolid de 1518 hi va arribar sense gairebé saber parlar el castellà i acompanyat d'un gran nombre de nobles i clergues flamencs, fet que va provocar recels entre les elits socials castellanes, que van sentir que el seu adveniment els implicaria una pèrdua de poder i estatus social (la situació era històricament inèdita).

## Esclat de la revolta
Les demandes fiscals, coincidents amb la sortida del rei per a l'elecció imperial a Alemanya (Corts de Santiago i La Corunya de 1520), van produir una sèrie de revoltes urbanes que es van coordinar i van institucionalitzar, i van trobar un candidat alternatiu a la corona en la reina propietària de Castella: la mare de Carles, Joana, la incapacitat o bogeria de la qual podia ser objecte de revisió, malgrat que la mateixa Joana, de fet, no prestés la seva col·laboració.

## La guerra
Després de pràcticament un any de rebel·lió, els partidaris de l'emperador (particularment l'alta noblesa i els territoris perifèrics castellans, com Andalusia) s'havien reorganitzat, i les tropes imperials van donar un cop gairebé definitiu a les comuneres a la batalla de Villalar, el 23 d'abril de 1521. Allà mateix, l'endemà, van decapitar els líders comuners (Juan de Padilla, Juan Bravo i Francisco Maldonado). L'exèrcit comuner quedava descompost. Només Toledo va mantenir viva la seva rebel·lia, fins a la seva rendició definitiva al febrer de 1522.

## Conseqüències de la guerra

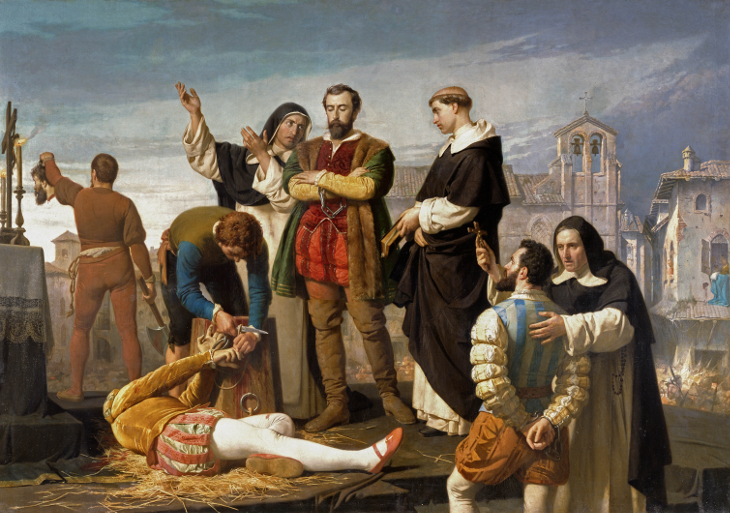
Execució dels cabdills comuners a Villalar de los Comuneros el 24 d'abril de 1521, vist per Antonio Gisbert, l'any 1860.

Les conseqüències fonamentals de la Guerra de les Comunitats van ser la pèrdua de l'elit política de les ciutats castellanes, en el plànol de la repressió real; i en les rendes de l'Estat. El poder reial es veia obligat a indemnitzar a aquells que van perdre béns o van sofrir danys en les seves possessions durant la revolta. Les majors indemnitzacions corresponien a l'Almirall de Castella, pels danys soferts a Torrelobatón i les despeses ocasionades en la defensa de Medina de Rioseco. Li seguien el Conestable i el bisbe de Segòvia.
La forma de pagament d'aquestes indemnitzacions es va solucionar mitjançant un impost especial per a tota la població de cadascuna de les ciutats comuneres. Aquests impostos van minvar les economies locals de les ciutats durant un període aproximat de vint anys, a causa de la pujada de preus. D'igual manera, la indústria tèxtil del centre de Castella va perdre totes les seves oportunitats de convertir-se en una indústria dinàmica.
La noblesa queda definitivament neutralitzada enfront de la triomfant monarquia autoritària; el seu segment alt o aristocràcia, es va veure compensada pel seu suport a l'emperador, amb els interessos del qual quedava identificada estretament, però quedant clara la seva subordinació de súbdits al monarca.
Les Corts de Toledo de 1538, últimes a les quals es va convocar a la noblesa com braç o estament, van sancionar aquesta nova forma de governar la Corona de Castella, peça central del que ja pot anomenar-se la Monarquia Catòlica o Monarquia Hispànica dels Habsburg. A aquestes altures, els somnis imperials de Carles V havien quedat en gran part diluïts, fet confirmat en el regnat del seu fill Felip II de Castella.

## Influencia en èpoques posteriors
Les Comunitats han estat sempre motiu d'atent estudi històric, i el seu significat de vegades ha estat mitificat i utilitzat políticament, en particular a partir de la visita de El Empecinado a Villalar el 23 d'abril de 1821, amb motiu del III centenari de la derrota (tal com era sentida pels liberals). Pintors com Antonio Gisbert van retratar els comuners en algunes de les seves obres, i es van signar documents com el Pacte Federal Castellà, amb clares referències a les Comunitats.
Els intel·lectuals conservadors o reaccionaris van adoptar interpretacions molt més favorables a la postura imperial i crítiques cap als comuners. A partir de la segona meitat del segle XX es van revitalitzar els estudis històrics fent ús d'una metodologia renovada.
El grup de cançó tradicional castellana Nuevo Mester de Juglaría n'ha fet una cantata, emprant músiques populars.